# Bombinatoridae
Famille
Les Bombinatoridae sont une famille d'amphibiens. Elle a été créée par John Edward Gray (1800-1875) en 1825.

## Répartition
Les espèces de ses deux genres se rencontrent en Europe, en Turquie, en Russie, en Corée, en Chine, au Viêt Nam, aux Philippines et à Bornéo.

## Description
Le corps de ces grenouilles est extrêmement toxique, leur livrée vivement colorée mettant ainsi en garde leurs éventuels prédateurs.

## Liste des genres
Selon Amphibian Species of the World (11 juin 2017) :
- Barbourula Taylor & Noble, 1924
- Bombina Oken, 1816

## Publication originale
- Gray, 1825 : A synopsis of the genera of reptiles and Amphibia, with a description of some new species. Annals of Philosophy, London, sér. 2, vol. 10, p. 193–217 (texte intégral).